# 치경 탄음
치경 탄음(齒莖彈音)은 닿소리의 하나이다. 치조탄음이라고도 한다.

## 조음 방법
- 혀끝을 입안 아무데나 가져간다.(이때, 입안 어디에도 닿으면 안 된다.)
- 그대로 치조(또는 치조구개나 치조후)에 빠르게 튕겨 아래로 내리면서, 성대를 울린다.(이때, 힘을 주면 전동음이 되니 주의를 해야 한다.)

## 특징
- 발성 기관을 한번 튕기는 탄음이다.
- 혀를 치조나 그 주변에 대는 치조음이다.
- 입을 통하여 공기가 빠져나가는 구강음이다.
- 기류가 혀 옆이 아니라 중앙으로 빠져나가는 중설음이다.
- 발성 방법은 인후나 입이 아니라 폐로부터 발성기관으로 공기가 빠져나가는 폐장기류음이다.

## 발음의 예
- 한국어: 대부분 첫소리의 ㄹ, 뒤에 첫소리 'ㄹ'이 오지 않는 ㄹ, 모음과 모음 또는 모음과 /h/ 사이의 'ㄹ'에서 이 소리가 난다.
- 아일랜드어: r과 rr에서 이 소리가 난다.
- 알바니아어, 자르마어, 과라니어, 아파르어, 유카텍 마야어, 르완다어: r에서 이 소리가 난다.
- 카탈루냐어: r이 음절 초에 오지 않을 때 이 소리가 난다.
- 캐나다 영어, 미국 영어, 오스트레일리아 영어, 뉴질랜드 영어: 모음과 모음 사이의 t, d에서 변이음으로 난다.